# Sciogriphoneura nigriventris
Sciogriphoneura nigriventris är en tvåvingeart som beskrevs av John Russell Malloch 1933. Sciogriphoneura nigriventris ingår i släktet Sciogriphoneura och familjen Helosciomyzidae. Inga underarter finns listade i Catalogue of Life.